# 艾比剧院
艾比剧院（英語：Abbey Theatre），又名爱尔兰国立剧院，位于爱尔兰的首都都柏林。艾比剧院在1904年12月27日开门，虽然1951年大火烧毁原建筑，修建时仍继续进行演出。艾比剧院是英语世界中第一个由国家补贴的剧院，从1925年开始接受愛爾蘭自由邦的補貼。
它與愛爾蘭文學復興有著密切聯繫，該運動的主要人物葉芝、格雷戈里夫人和愛德華·馬丁就是艾比劇院的創始人，此外肖恩·奥凯西和约翰·米林顿·辛格的作品也曾在此上演。